# ژان-پیر تراپنیر
ژان-پیر تراپنیر (فرانسوی: Jean-Marie Trappeniers‎; ۱۳ ژانویهٔ ۱۹۴۲ – ۲ نوامبر ۲۰۱۶) بازیکن فوتبال اهل بلژیک بود.
از باشگاه‌هایی که در آن بازی کرده‌است می‌توان به باشگاه فوتبال رویال آنتورپ، باشگاه فوتبال اندرلشت، و باشگاه فوتبال یونیون سنت ژیل اشاره کرد.